# Roiz
Roiz ist der Hauptort der Gemeinde Valdáliga in der Autonomen Gemeinschaft Kantabrien in Spanien.
Es war der Geburtsort von Juan de Herrera, des Architekten des spanischen Klosters und Königspalastes El Escorial.
Zu den Sehenswürdigkeiten in Roiz zählt die Pfarrkirche El Salavdor, eine der vielen hundert Hallenkirchen in Spanien.